# Anos
Anos é uma comuna francesa na região administrativa da Nova Aquitânia, no departamento dos Pirenéus Atlânticos. Estende-se por uma área de 1,79 km². Em 2010 a comuna tinha 193 habitantes (densidade: 107,8 hab./km²).